# 陳鍾澔
陳鍾澔，贵州贵阳人，清朝政治人物、進士出身。
光緒十六年（1890年）清德宗親政庚寅恩科進士，二甲一百四名，同年五月，著交吏部掣签，分发各省以知县即用。后官廣西懷遠縣知縣。